# Laccophilus nubilus
Laccophilus nubilus är en skalbaggsart som beskrevs av Régimbart 1889. Laccophilus nubilus ingår i släktet Laccophilus och familjen dykare. Inga underarter finns listade i Catalogue of Life.